# Gabriel Voisin

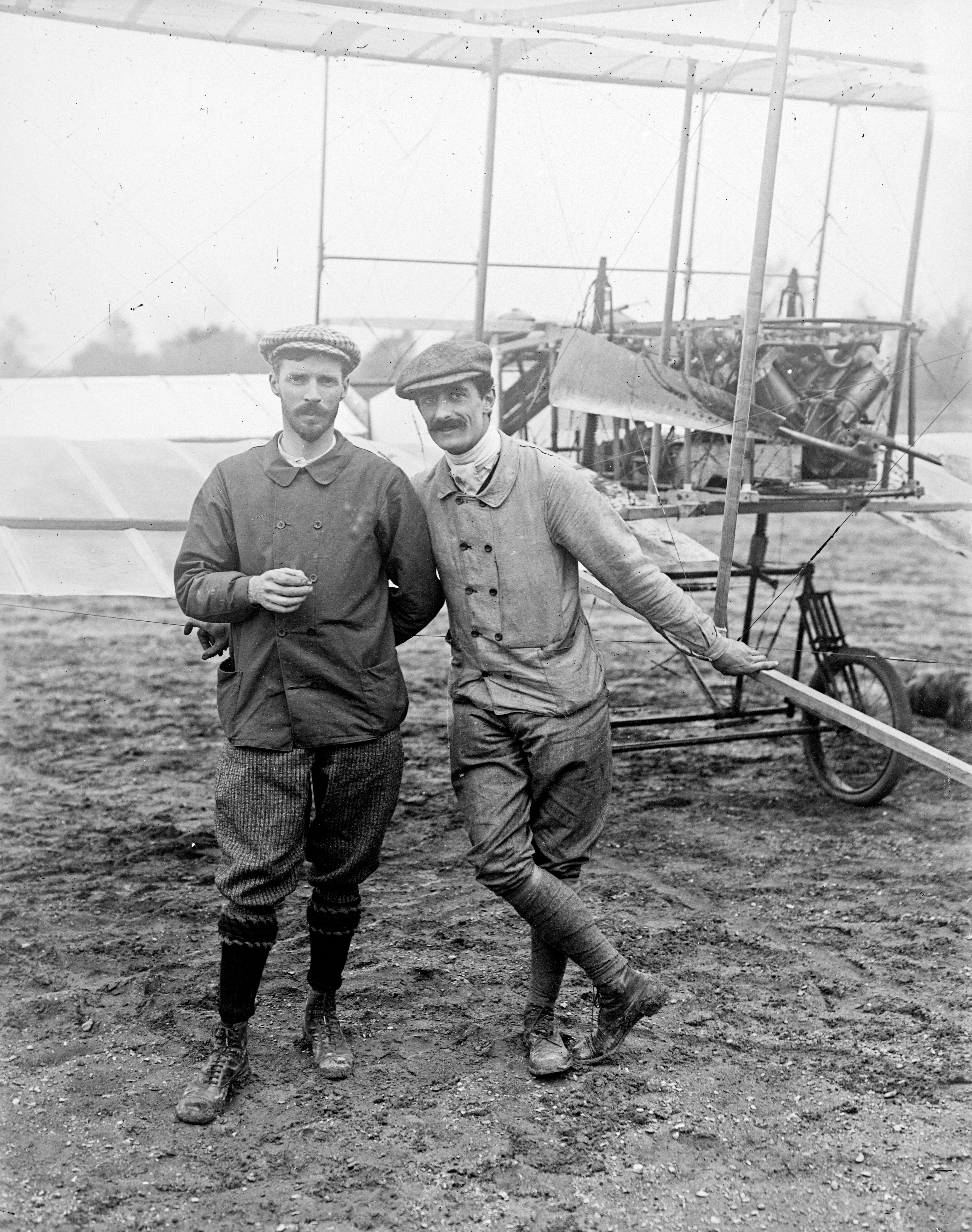
Gabriel Voisin (vpravo), vedle něj H. Farman

Gabriel Voisin (5. února 1880, Belleville-sur-Saone - 25. prosince 1973) byl francouzský průmyslník, průkopník letectví, konstruktér letadel a automobilů, starší bratr Charlese Voisina.

## Život
Bratři Voisinové vyrůstali bez otce, který rodinu opustil. Маtka Amélie proto odjela se syny k svému otci do Neuville-sur-Saône, kde se usadili poblíž jeho továrny. Děd Charles Forestier se tak stal hlavním vychovatelem obou chlapců. Po jeho smrti získal Gabriel vzdělání v Lyonu a Paříži, kde studoval architekturu a průmyslový design. Gabriel se často vracel domů a se svým bratrem, nejlepším přítelem a také nadšeným mechanikem do konce století navrhli a vyrobili mimo jiné pušku, paroloď, kluzák a dokonce automobil.
Gabriel Voisin postavil svůj první létající stroj, ornitoptéru s elektrickým motorem, už v roce 1897. Gabriel a jeho přítel a společník Louis Blériot v roce 1903 založili továrnu na vývoj a výrobu letadel Blériot-Voisin. V letech 1903 - 1906 společnost vyvinula několik typů letadel. V roce 1906 založili Charles a Gabriel firmu Les Fréres Voisin, pozdější Aéroplanes G. Voisin. První úspěšný stroj postavili v roce 1907. V roce 1909, ve věku 29 let, se Gabriel stal nejmladším rytířem francouzského Řádu čestné legie.
Během první světové války vyráběla firma letadla pro armádu. Po skončení války se Voisin, zklamaný ze způsobu použití letadel během války, společně s přítelem André Citroënem a jeho inženýry zabýval přípravou výroby luxusních automobilů. Ta začala v roce 1919. Automobily Voisin byly osazovány motory se šoupátkovým rozvodem systému Knight. Mezi lety 1931-1934 vyráběl Voisin belgické automobily Impéria v licenci. Výroba skončila v roce 1939.

## Související články

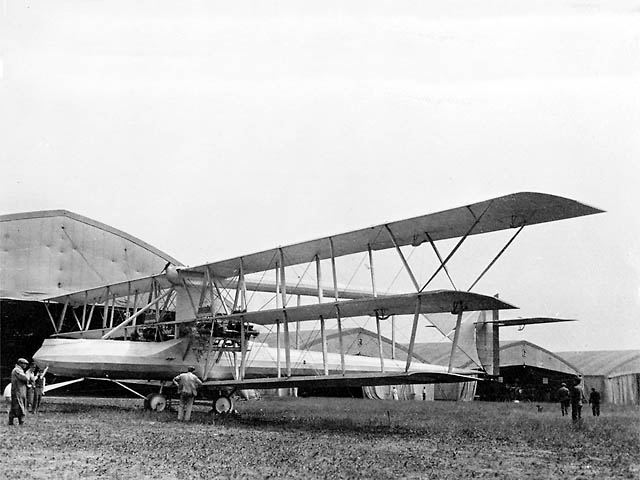
Trojplošník Voisin Triplane
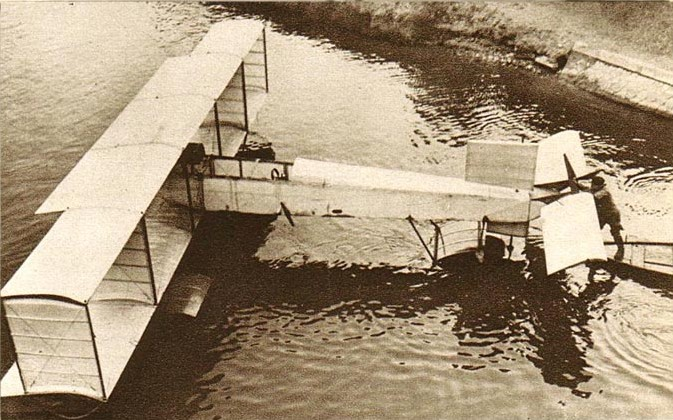
Canard Voisin (1912)
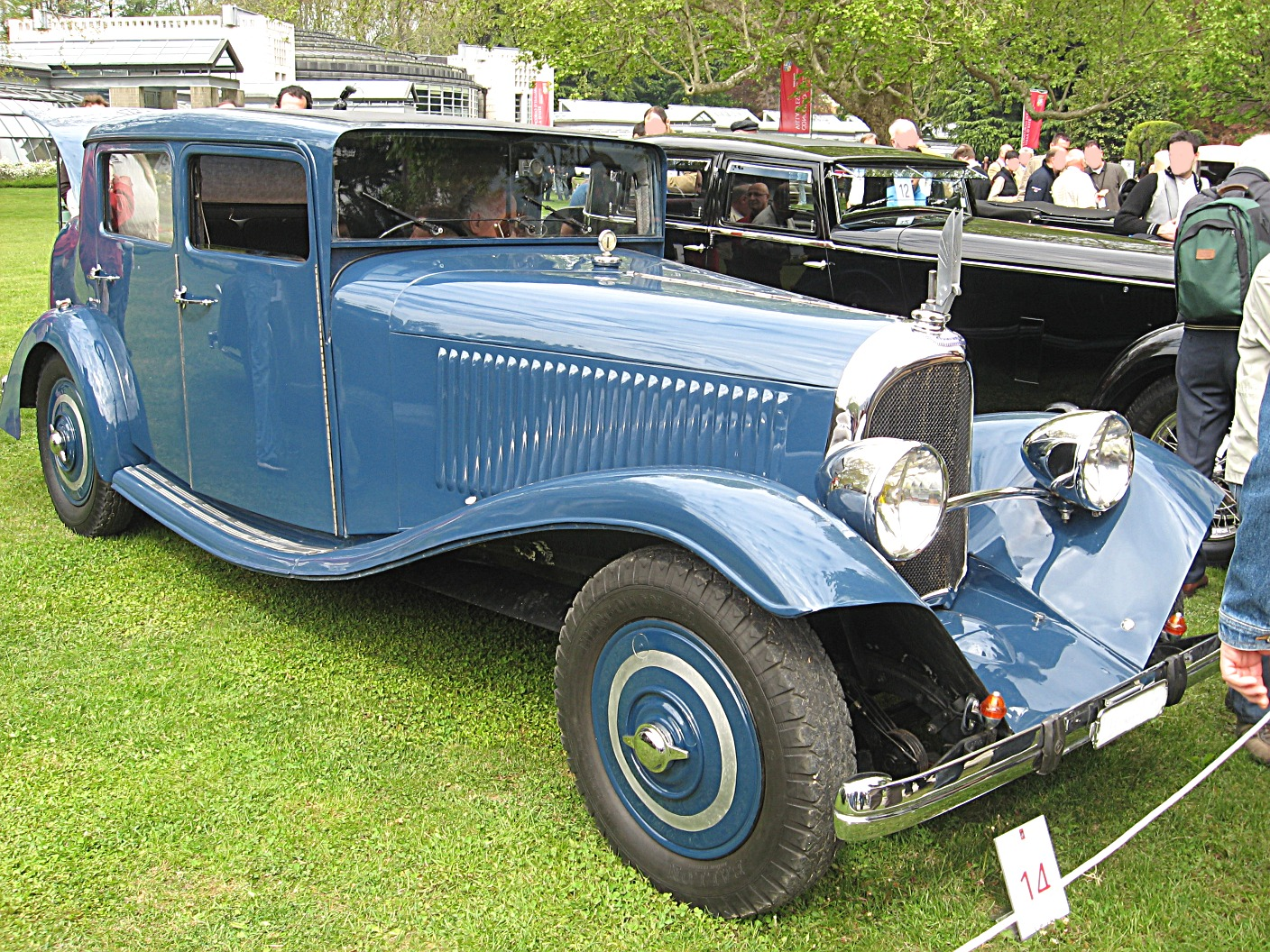
Voisin C24
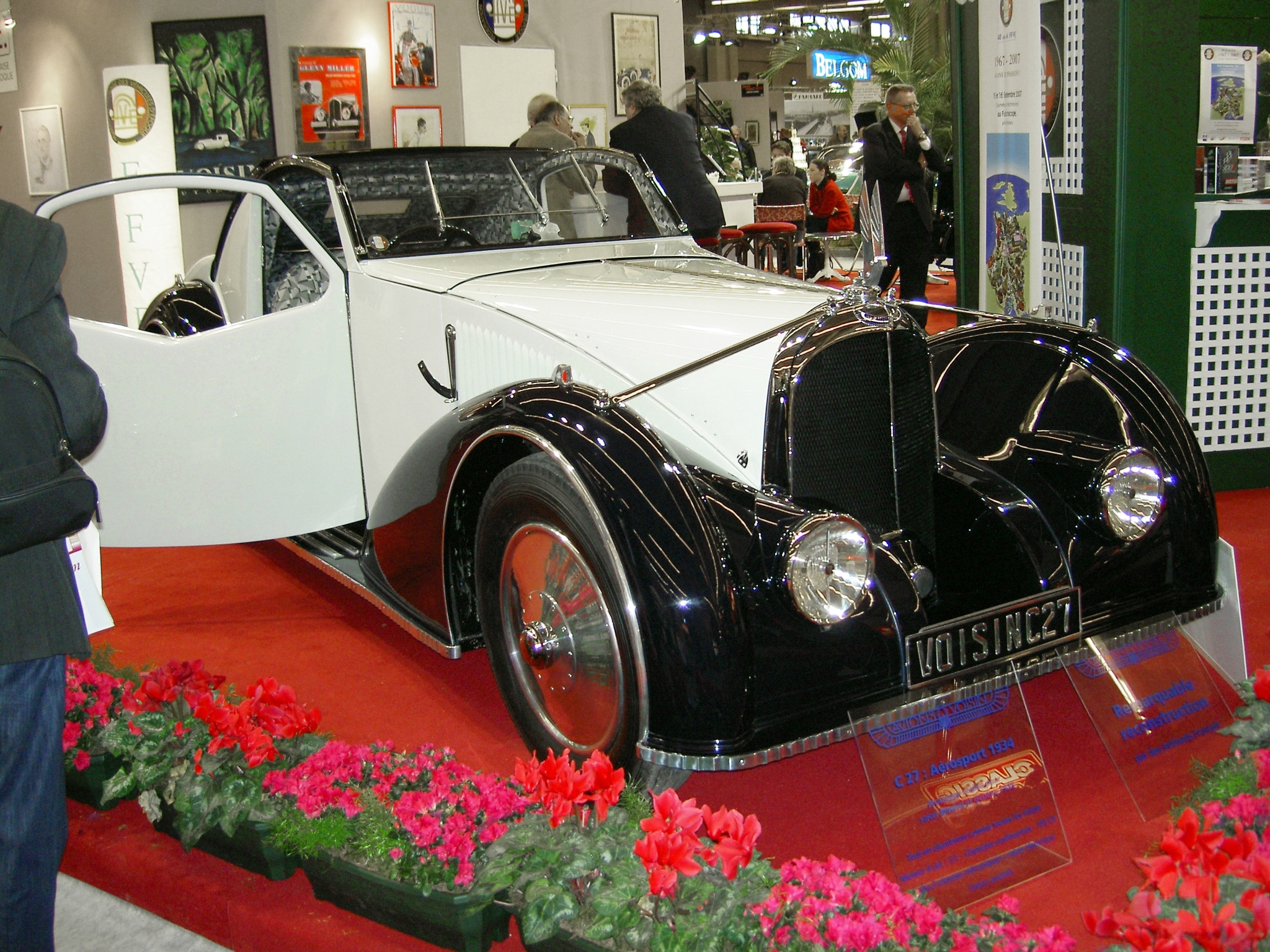
Voisin C27 Aérosport